# علاج بالضوء
العلاج بالضوء (بالإنجليزية: Light therapy أو phototherapy)‏ هو طريقة لعلاج بعض الأمراض عن طريق التعرض لضوء الشمس أو لأطوال موجية معينة من الضوء باستخدام الليزر أو الصمامات الثنائية الباعثة للضوء أو مصابيح الفلورسنت أو المصابيح مزدوجة اللون أو ضوء شديد السطوح وكامل الطيف، وعادة يتم التحكم في هذا الضوء باستخدام أجهزة معينة، ويعرض المريض لهذا الضوء لفترة محسوبة من الوقت، وفي بعض الحالات يكون التعرض في أوقات معينة فقط من اليوم.

## استخداماته

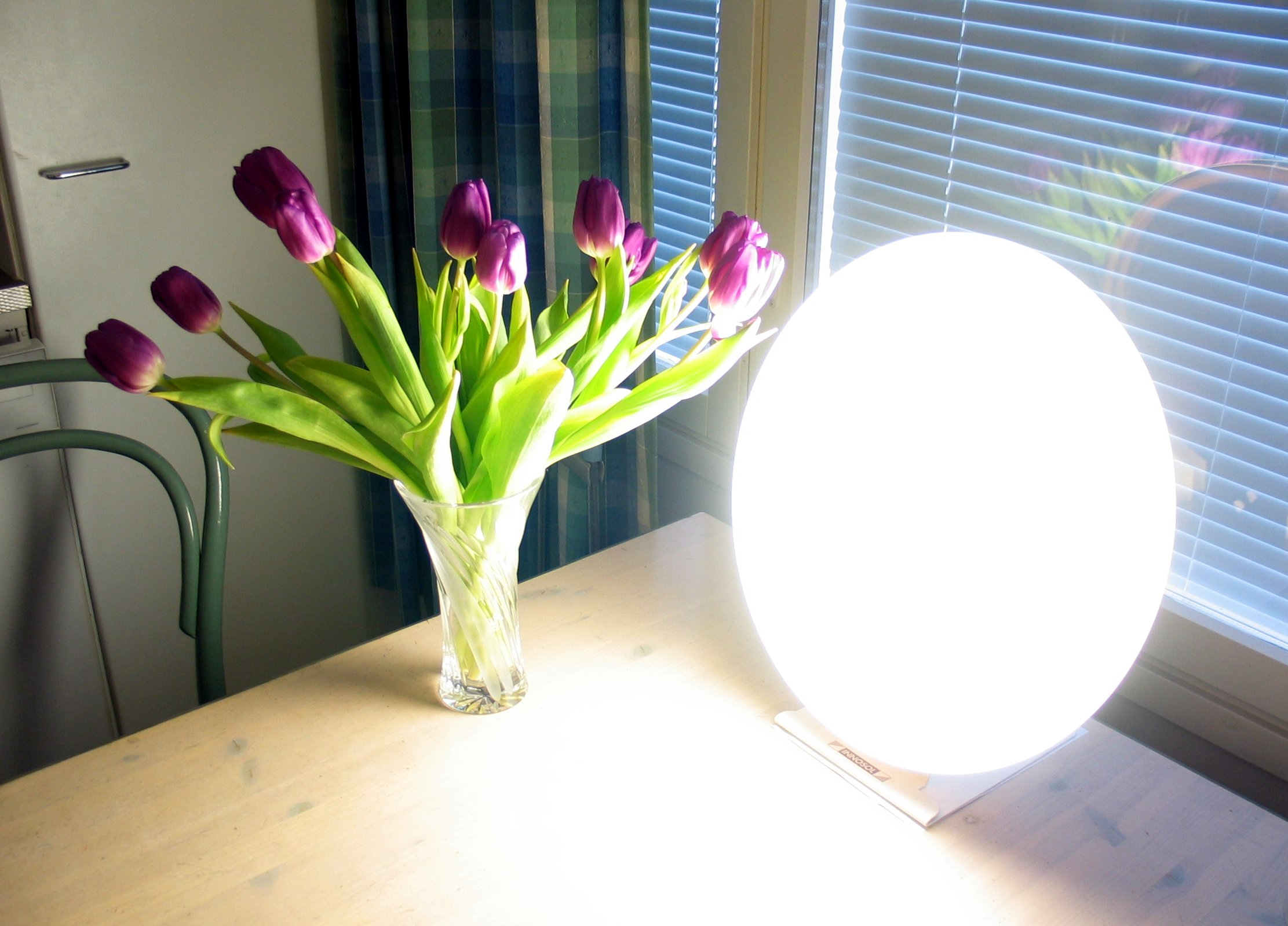
استخدام مصباح الضوء الساطع لعلاج الاضطراب العاطفي الموسمي

ومن الاستخدامات الشائعة للعلاج بالضوء علاج بعض أمراض الجلد، وبعض اضطرابات النوم والاضطرابات النفسية. فيستخدم العلاج بالضوء مثلاً في علاج حب الشباب ويرقان حديثي الولادة. كما يتم تعريض شبكية العين للضوء العلاجي لمعالجة اضطرابات النظام اليوماوي (بالإنجليزية: circadian rhythm disorders)‏ مثل متلازمة تأخر طور النوم (بالإنجليزية: delayed sleep phase syndrome)‏، ويستخدم العلاج الضوئي أيضاً في علاج الاضطراب العاطفي الموسمي، وهناك من ينادي باستخدامه أيضاً في اضطرابات نفسية أخرى غير موسمية.
كما تمتد تطبيقات العلاج الضوئي إلى علاج الألم، وتعجيل التئام الجروح، ونمو الشعر، والوخز بالإبر الصينية، وتحسين خواص الدم ودورته. وتوظف في العديد من هذه الاستخدامات أشعة الليزر ذات القدرة المنخفضة والضوء الأحمر في نطاق 620-660 نانومتر.

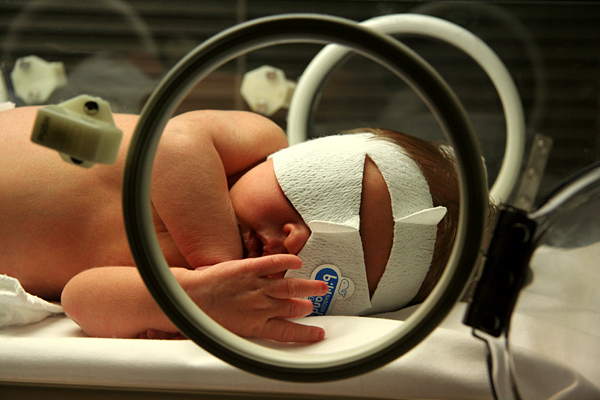
طفل حديث الولادة يعالج من اليرقان باستخدام الضوء

## التاريخ
تذكر الأدبيات الطبية الهندية التي ترجع إلى حوالي عام 1500 ق.م. علاج انعدام تصبغ بعض مناطق الجلد باستخدام مزيج من الأعشاب وضوء الشمس، كما تذكر الأدبيات البوذية التي ترجع إلى سنة 200 م وإلى القرن العاشر الميلادي أن الصينيين أيضاً استخدموا طرقاً مشابهة.
ويعد الطبيب الدنمركي نيلس فينسن أبا العلاج الضوئي في العصر الحديث، إذ ابتكر أول مصدر ضوئي صناعي لذلك الغرض، واستخدم ابتكاره هذا في علاج الذئبة الحمامية، وحصل لذلك على جائزة نوبل في الطب سنة 1903، ومنذ ذلك الحين، تطور مجال العلاج بالضوء وتطورت استخداماته.

## التقنيات

### العلاج الضوئي الديناميكي
العلاج الضوئي الديناميكي هو شكل من أشكال العلاج بالضوء، وذلك باستخدام مركبات غير سامة حساسة للضوء تتعرض للضوء بشكل انتقائي، عندئذ تصبح هذه المركبات سامة للخلايا الخبيثة المستهدفة والخلايا المرضية الأخرى.
يستخدم أحد العلاجات الضوء الأزرق مع حمض الأمينوليفيولينيك لعلاج التقران السعفي. إلا أنه ليس علاجًا معتمدًا من قبل إدارة الغذاء والدواء الأمريكية للعد الشائع.
ومن الأمثلة استخدام فيرتبورفين في علاج التنكس البقعي الرطب.

### صناديق الضوء
يُثبط إنتاج هرمون الميلاتونين المنظم النوم بواسطة الضوء ويُنشَّط بالظلام، كما يتبين في الخلايا العقدية الحساسة للضوء في شبكية العين. والعكس صحيح إلى حد ما بالنسبة لهرمون السيروتونين، الذي يتحكم باضطرابات المزاج. وبالتالي، تُقدم صناديق الضوء أنماطًا خاصة جدًا من الإضاءة الاصطناعية التي تؤثر على شبكية العين وتجعلها فعالة، وذلك بهدف معالجة مستويات الميلاتونين أو التحكم بتوقيت إفرازه.
يستخدم العلاج الضوئي إما صندوقًا ضوئيًا يبعث حتى 10.000 لُكس (شمعة عيارية) من الضوء على مسافة محددة (ضوء أكثر سطوعًا من المصباح المألوف)، أو أطوالًا موجية ذات شدة أخفض ومحددة الضوء من المنطقة الزرقاء (460 نانومتر) إلى المنطقة الخضراء (525 نانومتر) من الطيف المرئي. أظهرت دراسة أُجريت عام 1995 أن العلاج بالضوء الأخضر بجرعات قدرها 350 لُكس ينتج عنه تثبيط للميلاتونين وتبدلات في الطور تُعادل 10.000 لُكس من العلاج بالضوء الأبيض. إلا أن دراسة أخرى نُشرت في مايو عام 2010 أشارت إلى أنه ربما يجب استبدال الضوء الأزرق المستخدم غالبًا لعلاج الاضطرابات العاطفية الموسمية بالضوء الأخضر أو الأبيض بسبب احتمال مشاركة الخلايا المخروطية بتثبيط إنتاج الميلاتونين.

## المخاطر والمضاعفات

### الأشعة فوق البنفسجية
تُسبب الأشعة فوق البنفسجية -حتى لو كانت بجرعات صغيرة- أضرارًا تدريجية في جلد الإنسان وحُمامى أيضًا. يؤدي هذا إلى الضرر الجيني وأذية ألياف الكولاجين، إضافةً إلى تخريب فيتامين إيه أو فيتامين سي في الجلد وتوليد الجذور الكيميائية الحرة. من المعروف أيضًا أن الأشعة فوق البنفسجية عامل من عوامل تشكل الساد (الماء الأبيض أو إعتام عدسة العين). يرتبط حدوث سرطان الجلد ارتباطًا وثيقًا بالتعرض للأشعة فوق البنفسجية.

### الضوء المرئي
يمكن لأي نوع من الإشعاع البصري -بشدة كافية- أن يُسبب ضررًا في العين والجلد، بما في ذلك التهاب الملتحمة الضوئي والعمى الثلجي. ناقش الباحثون ما إذا كان الحد من التعرض للضوء الأزرق يمكنه أن يُقلل من خطر الإصابة بالتنكس البقعي المرتبط بالعمر. تبين أن العلاج بالضوء الساطع يمكنه أن يُنشّط إنتاج الهرمونات التناسلية، مثل التستوستيرون والهرمون المُنشّط للجسم الأصفر (الهرمون الملوتن) والهرمون المُنبه للجريب وهرمون الإستراديول.
استُخدمت مصابيح العلاج الحديثة بالضوء في علاج الاضطرابات العاطفية الموسمية واضطرابات النوم، فهي إما تُرشِح الأشعة فوق البنفسجية أو تمنع انتشارها، وتُعتبر فعالة وآمنة للهدف المقصود، طالما أن الأدوية الحساسة للضوء لم تُؤخذ في نفس الوقت، وفي حال عدم وجود أي أمراض عينية حالية. العلاج الضوئي هو علاج مغيّر للمزاج، وكما هو الحال في العلاجات الدوائية، هناك احتمال لتحريض حالة هوس من حالة الاكتئاب، ما يؤدي إلى حدوث اضطراب القلق وتأثيرات جانبية أخرى. ومع أن هذه التأثيرات الجانبية يمكن السيطرة عليها عادةً، إلا أنه يُنصح بأن يخضع المرضى للعلاج الضوئي تحت إشراف طبيب سريري خبير، بدلًا من محاولة أخذ العلاج الدوائي ذاتيًا.
تتضمن مضادات استطباب العلاج الضوئي في الاضطرابات العاطفية الموسمية ما يلي: الحالات التي قد تجعل العين أكثر عرضةً لحدوث التسمم الضوئي أو الحالات التي قد تُسبب الهوس، أو الأمراض الجلدية الحساسة للضوء، أو استخدام العشبة المُحسِّسة للضوء (نبتة القديس يوحنا) أو استخدام بعض الأدوية. يجب على مرضى البرفيريا تجنب معظم أشكال العلاج الضوئي. ويجب على المرضى الذين يتناولون بعض الأدوية مثل الميثوتريكسات والكلوروكين توخي الحذر مع العلاج بالضوء بسبب احتمال تَسبُّب هذه الأدوية بالبرفيريا.
تتضمن التأثيرات الجانبية للعلاج الضوئي في اضطرابات طور النوم حدوث التوتر أو العصبية، والصداع وتهيّج العين والغثيان. قد تتحسن بعض الشكاوى الجسدية غير الاكتئابية مثل ضعف البصر والطفح الجلدي أو التهيّج بعد العلاج بالضوء.